# Cupaniopsis wadsworthii
Cupaniopsis wadsworthii är en kinesträdsväxtart som först beskrevs av Ferdinand von Mueller, och fick sitt nu gällande namn av Ludwig Radlkofer. Cupaniopsis wadsworthii ingår i släktet Cupaniopsis och familjen kinesträdsväxter. Inga underarter finns listade i Catalogue of Life.